# Серовский тракт
Серовский тракт (бывшая Р352) — трасса Екатеринбург — Нижний Тагил — Серов, автомобильная дорога регионального значения в Свердловской области. Номер дороги 65К-4103000, протяженность трассы 379,992 км, длина развязок и съездов 38,017 км. В обратном направлении имеет номер 65К-1901000, длина 81,495 км. Трассу можно условно назвать одной из главных для области, так как она соединяет два её крупнейших и важнейших города (Екатеринбург и Нижний Тагил), также соединяя их вдоль логической меридиональной оси региона с крупным северным промышленным центром Серовом, являющимся транспортным узлом для обширной северной части области.

## История
Строительство автодороги началось в 1975 году. Работы вело СУ—945. В период строительства дорогу называли «Уральский БАМ». Строительство трассы было разделено на отдельные участки, которые были закреплены за отдельными городами, основной задачей которых была прокладка земляного полотна. Всего в стройке принимало участие 26 городов и районов области. Работу осложнял тот факт что старая дорога шла только до Верхней Туры, а далее начиналась непроходимая тайга. Взрывные работы по проходке скалистых коридоров выполняло объединение «Ураласбест». Дорога была открыта 1 ноября 1985 года.

## Маршрут
- Трасса начинается в городе Екатеринбург.
- 379 + 922 км конец трассы в городе Серов

### Подъезды в прямом направлении
- 28 + 400 км. Подъезд к г. Верхняя Пышма (прямое направление)(65К—4103110)
- 29 + 120 км. Подъезд к г. Верхняя Пышма (обратное направление)(65К—4103120)
- 83 + 960 км. Южный подъезд к г Невьянск. (65К—4103131)
- 85 + 785 км. Подъезд к г. Кировград. (65К—4103140)
- 120 + 085 км. Южный подъезд к г. Нижний Тагил (65К—4103150)
- 139 + 970 км. Западный подъезд к г. Нижний Тагил (65К—4103370)
- 184 + 870 км. Подъезд к г. Кушва. (65К—4103190)
- 238 + 301 км. Подъезд к д. Новая Тура (65К—4103200)
- 242 + 177 км. Подъезд к п. Платина. (65К—4103210)
- 271 + 470 км. Подъезд к д. Полуденная (65К—4103220)
- 276 + 515 км. Подъезд к г. Верхотурье. (65К—4103230)

### Подъезды в обратном направлении
- 253 + 227 км. Подъезд к п. Левиха (обратное направление)(65К—1901110)
- 259 + 948 км. Северный подъезд к г. Невьянск. (обратное направление)(65К—1901120)
- 285 + 796 км. Подъезд к п. Нейво-Рудянка. (обратное направление)(65К—1901130)
- 288 + 346 км. Подъезд к п. Верх-Нейвинский (обратное направление)(65К—1901140)
- 306 + 510 км. Подъезд к п. Таватуй.(обратное направление)(65К —1901150)
- 321 + 636 км. Подъезд к д. Мурзинка (обратное направление)(65К—1901160)

Далее трасса переходит в дорогу Серов — Североуральск — Ивдель (65К—2301000). Эта дорога вместе с участком Серовского тракта от 207-го километра до г. Серов вошла в состав «Северного широтного автодорожного коридора» (Пермь — Ивдель — Ханты-Мансийск — Сургут — Нижневартовск — Томск).

## Схема маршрута
| Свердловская область |  |  |  | 0 км — Екатеринбург                      |
|                      |  |  |  |                                          |
| М5 Р242              |  |  |  | Серовский тракт Полевской тракт          |
|                      |  |  |  |                                          |
|                      |  |  |  | 47 км — на Таватуй                       |
|                      |  |  |  | 62 км — на Верх-Нейвинский и Новоуральск |
|                      |  |  |  | 83 км — Невьянск                         |
|                      |  |  |  |                                          |
|                      |  |  |  | 120 км — Нижний Тагил Р353               |
|                      |  |  |  | 184 км — на Кушву                        |
| на Красноуральск     |  |  |  | 196 км — на Верхнюю Туру                 |
|                      |  |  |  | 204 км — на Качканар, в Пермский край    |
|                      |  |  |  | 226 км — на Нижнюю Туру, Лесной          |
| на Верхотурье        |  |  |  | 276 км                                   |
|                      |  |  |  | 286 км — Новая Ляля                      |
|                      |  |  |  | 306 км — Лобва                           |
| на Красноярку        |  |  |  | 332 км                                   |
|                      |  |  |  | 379 км — Серов                           |

От Екатеринбурга к Серову
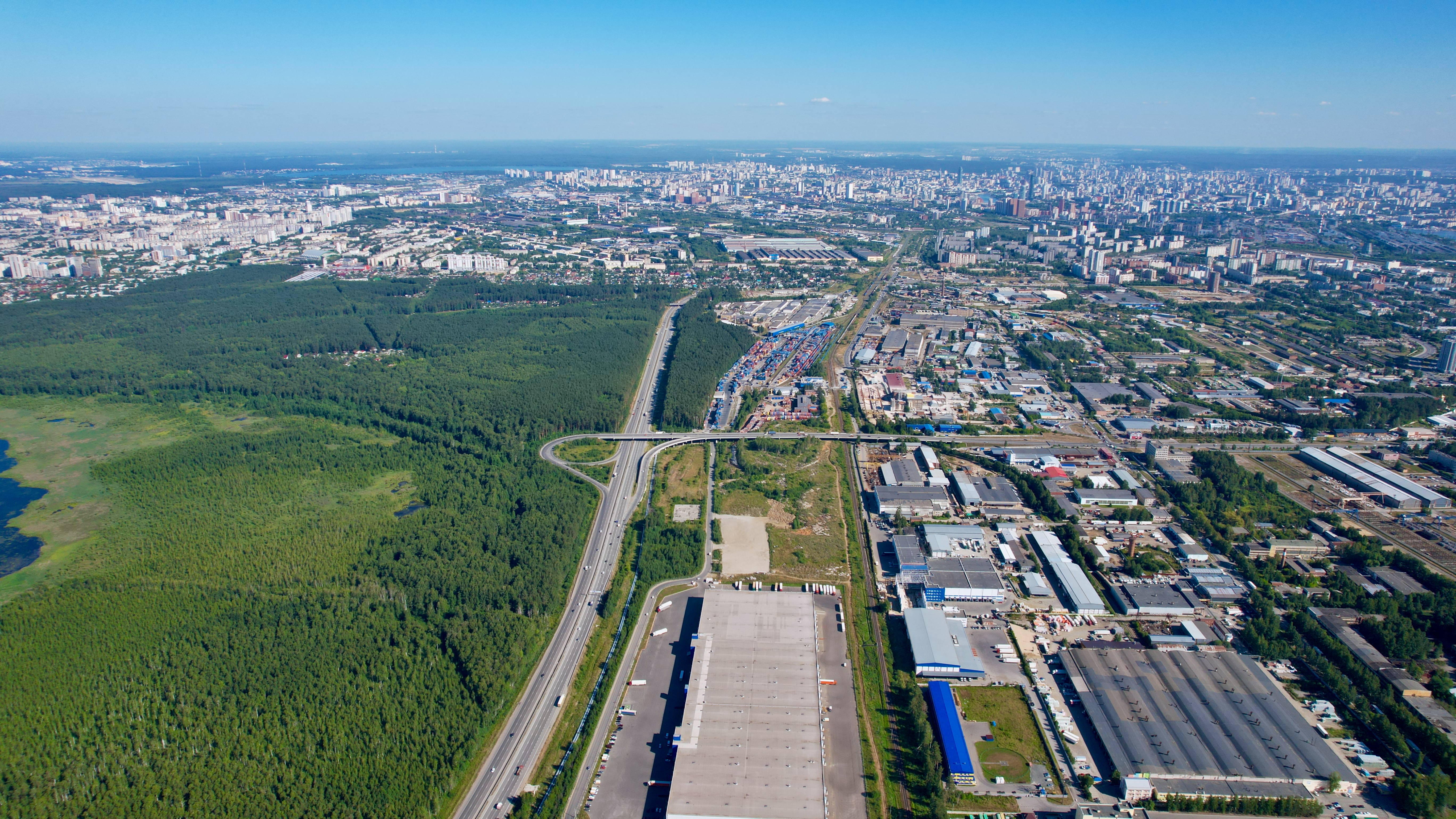
Выезд из Екатеринбурга
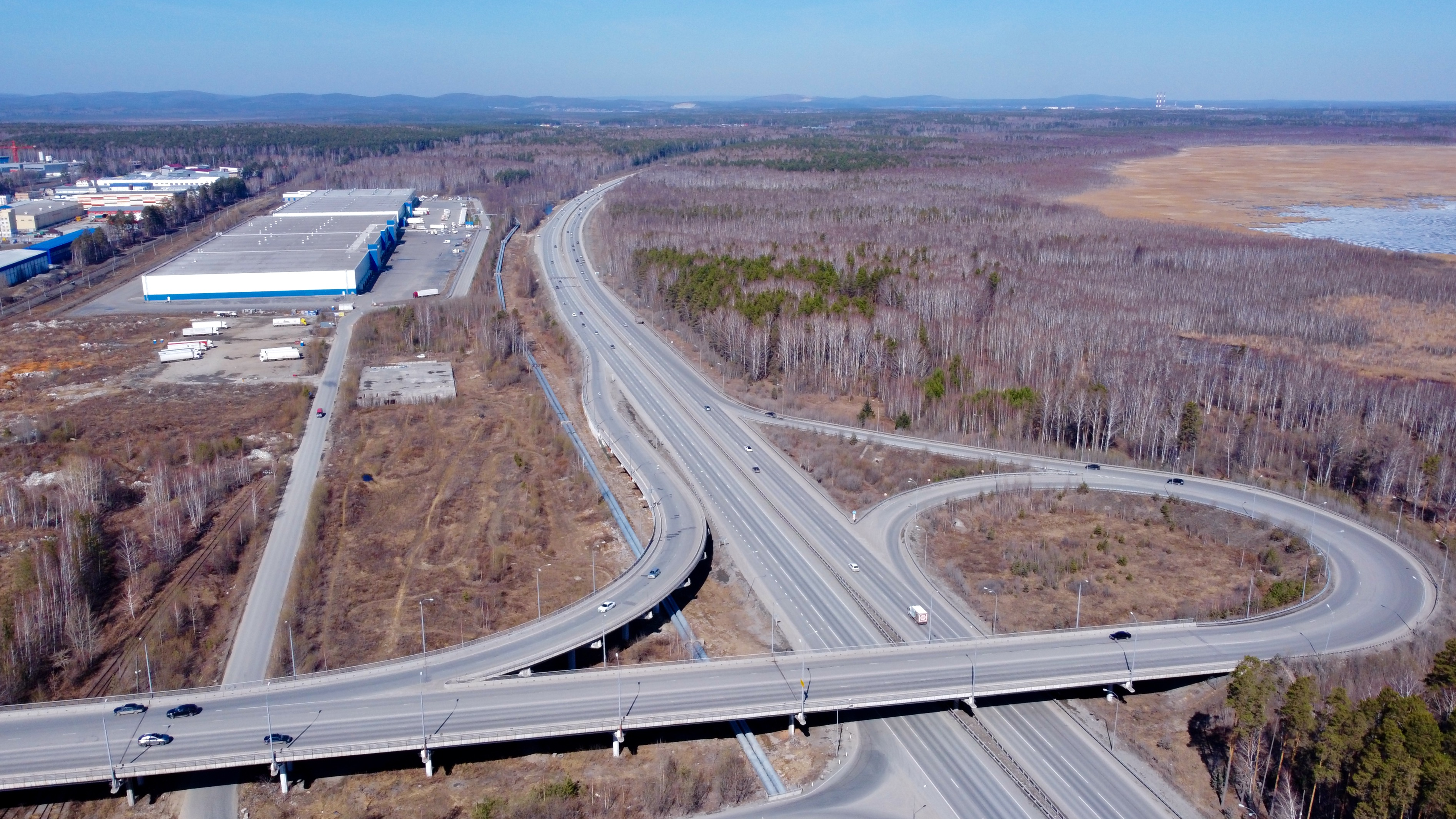
Выезд из Екатеринбурга, развязка на Сортировку
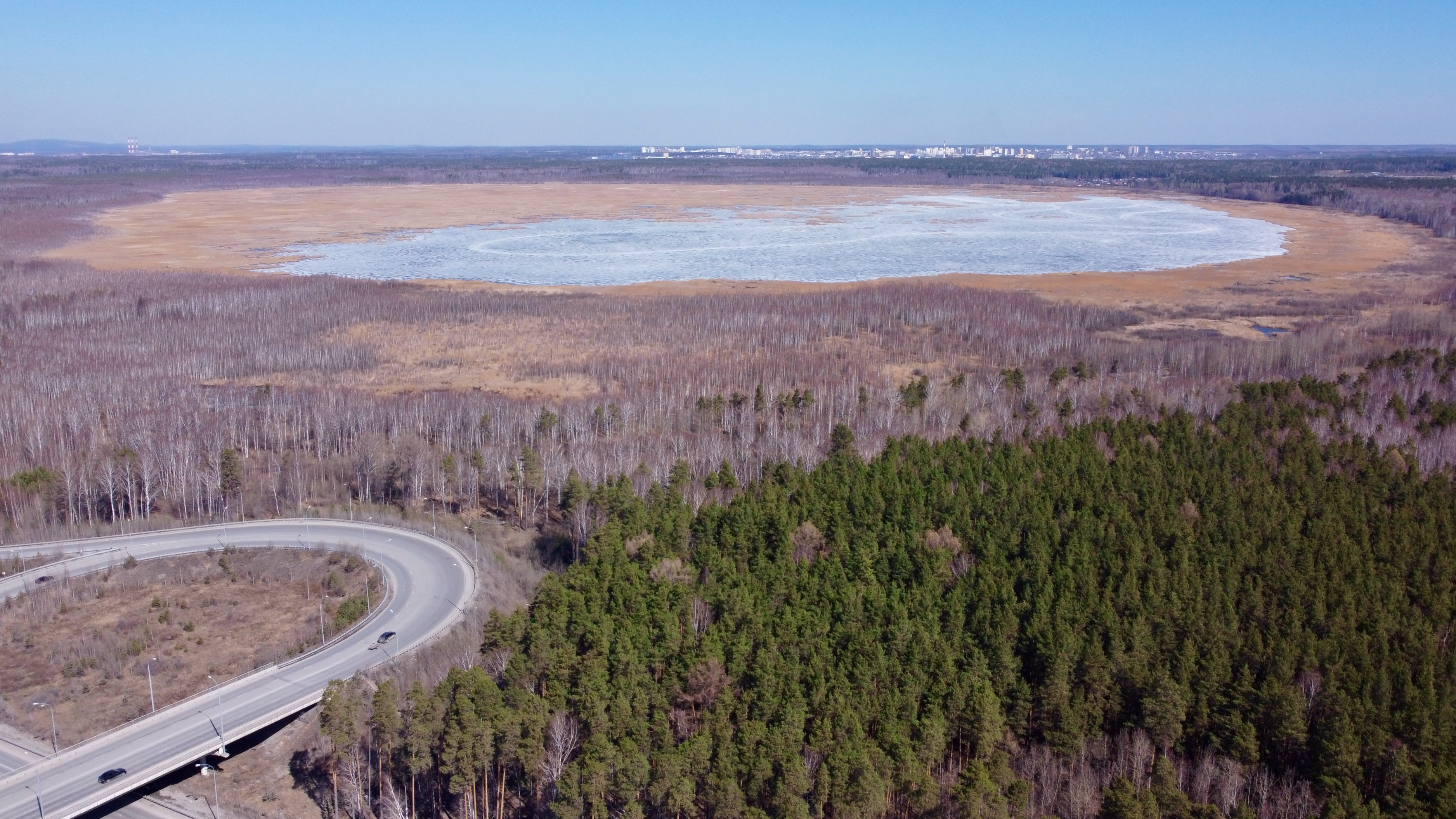
Озеро Шувакиш со стороны Серовского тракта
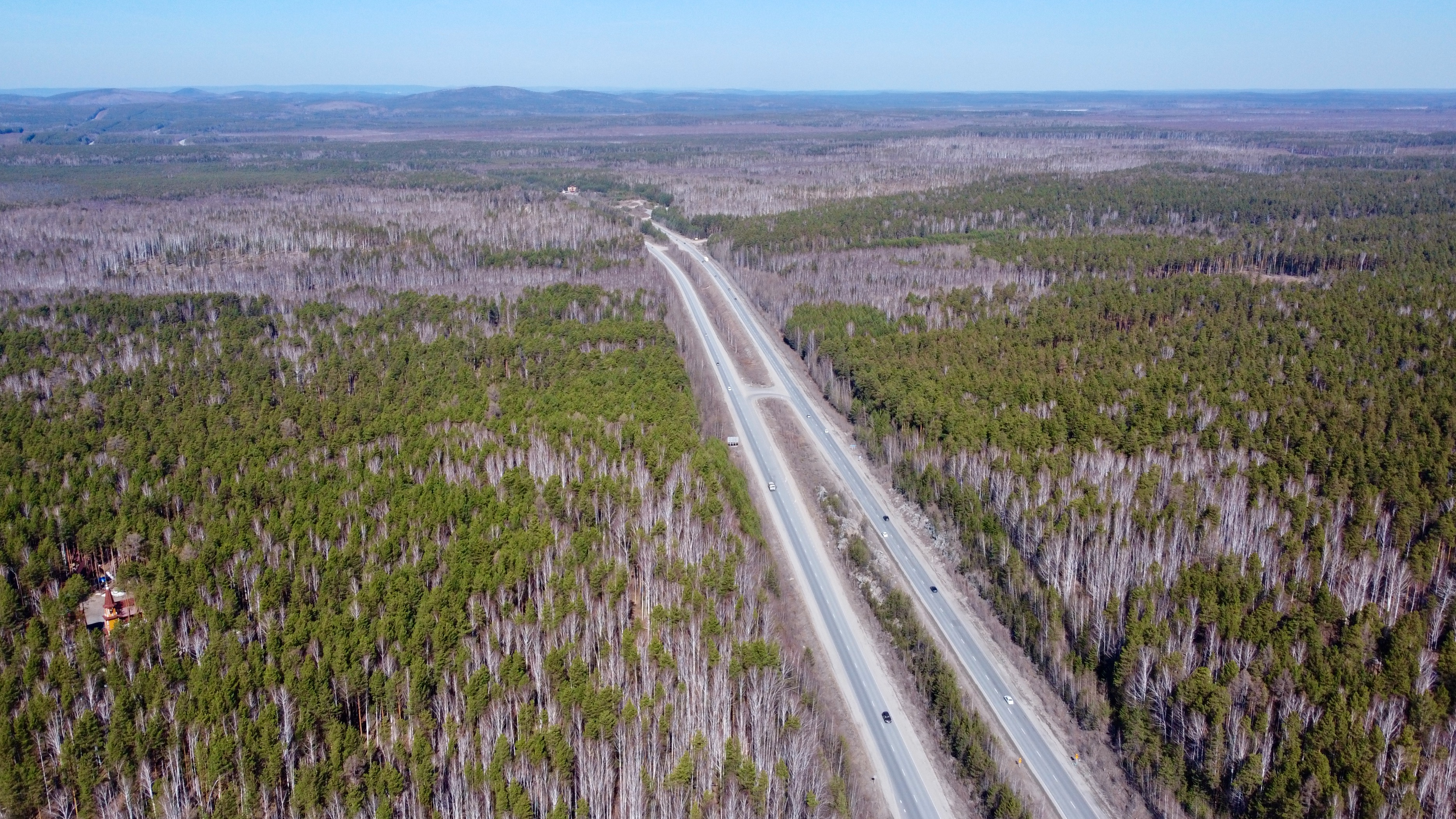
Вид на север от развязки на Верхнюю Пышму
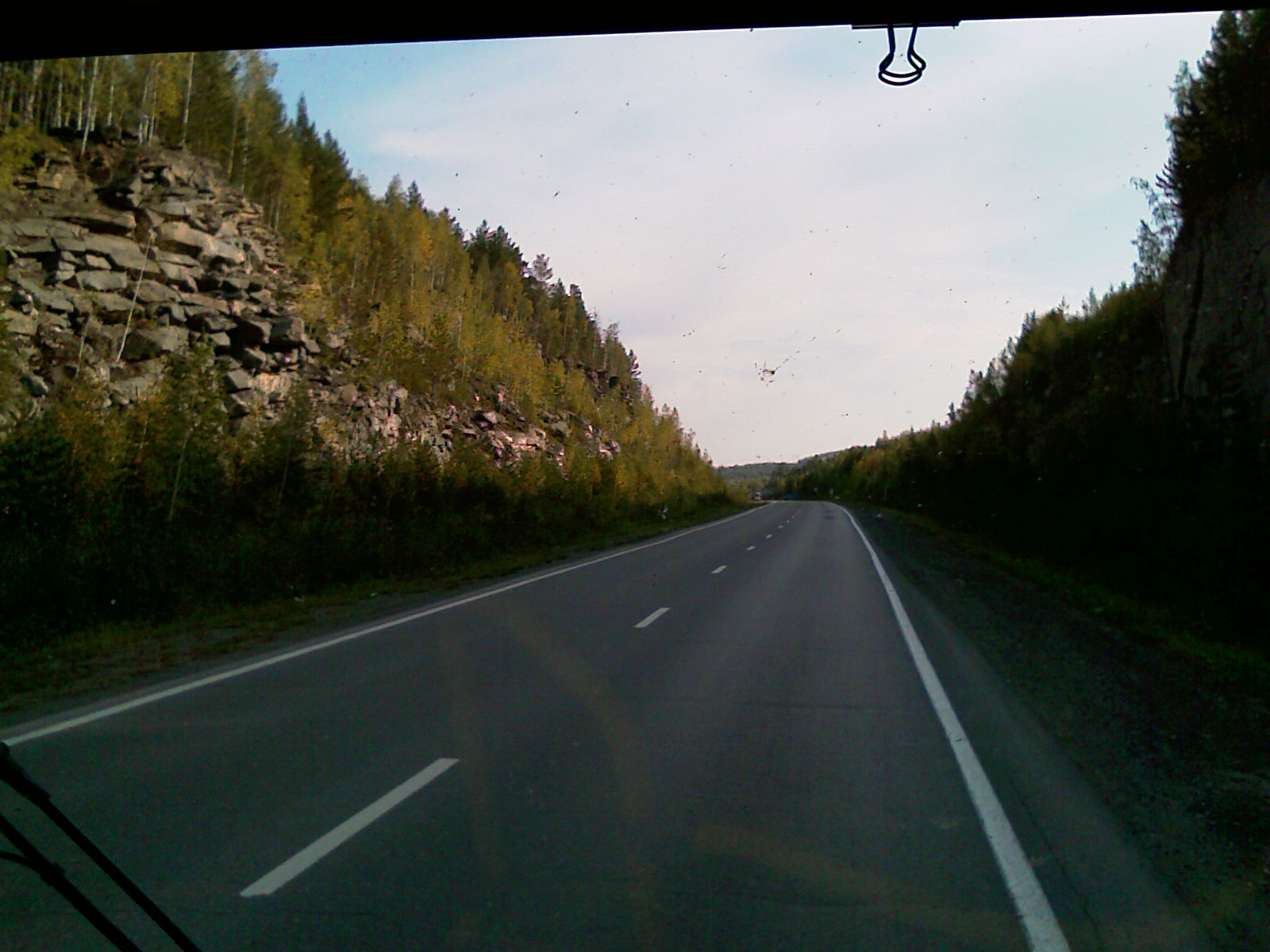
Окрестности Таватуя
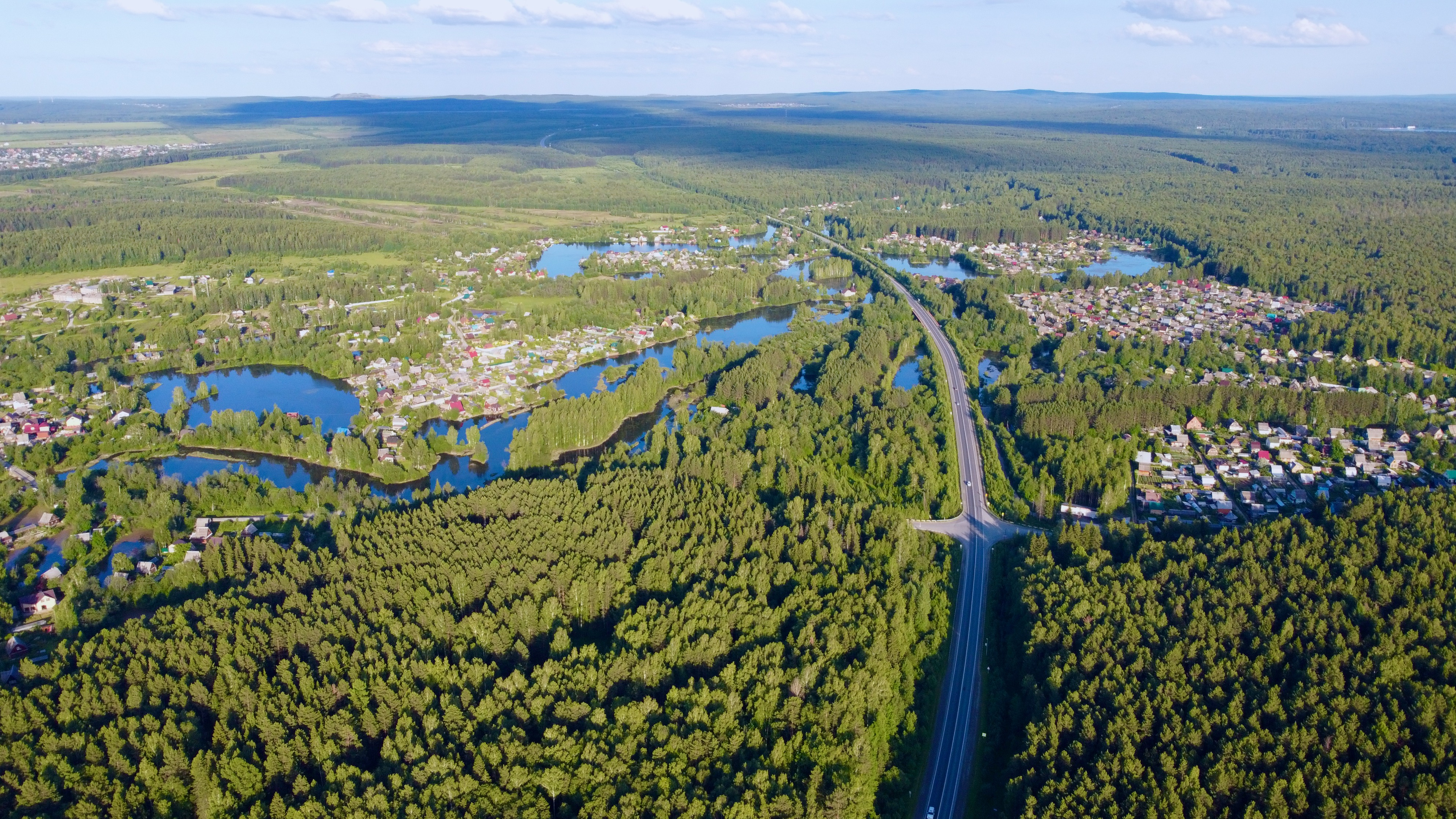
Объезд Нижнего Тагила, пересекая реку Тагил
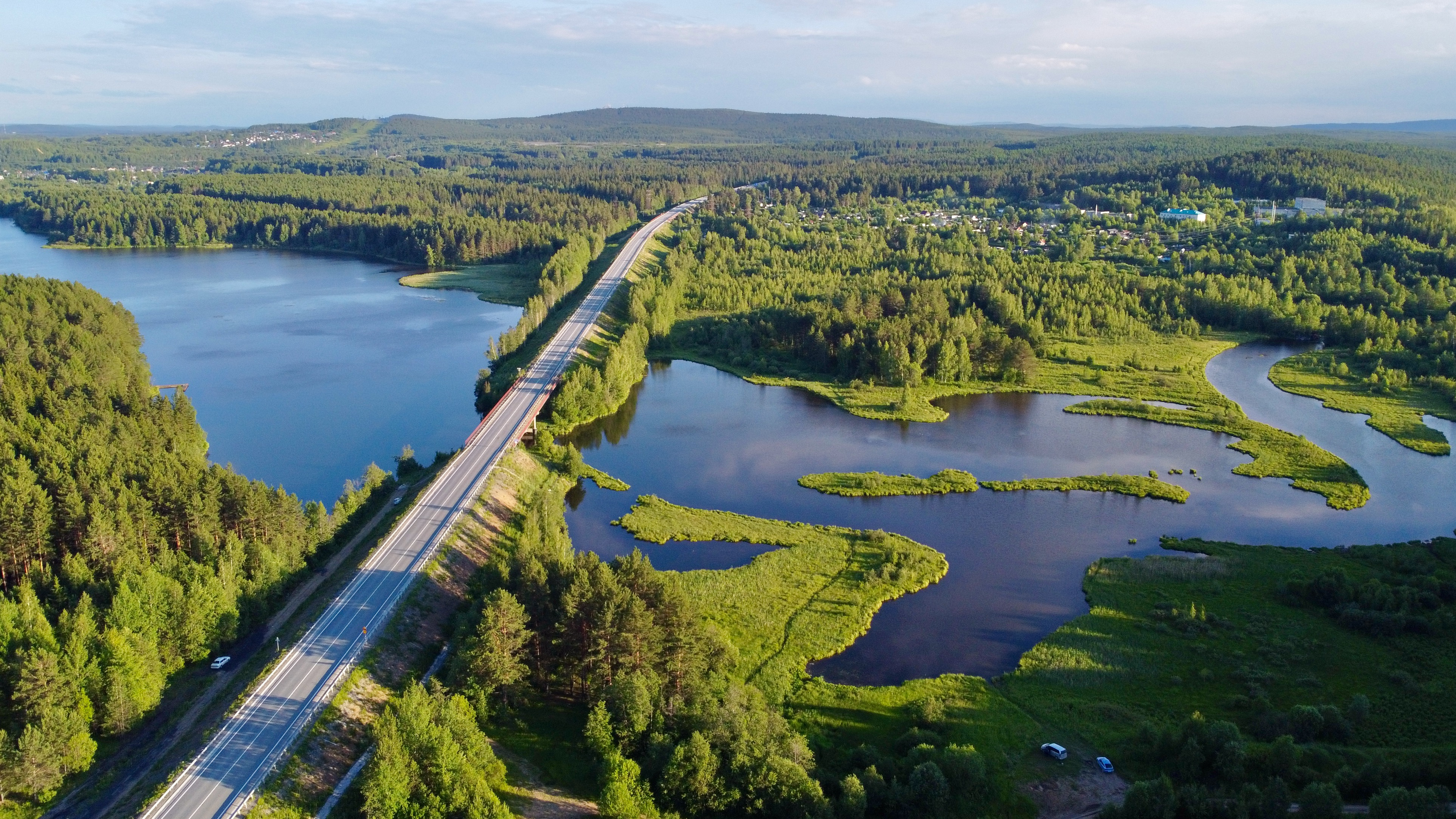
Объезд Нижнего Тагила, между Верхне- и Нижне-Выйским водохранилищами
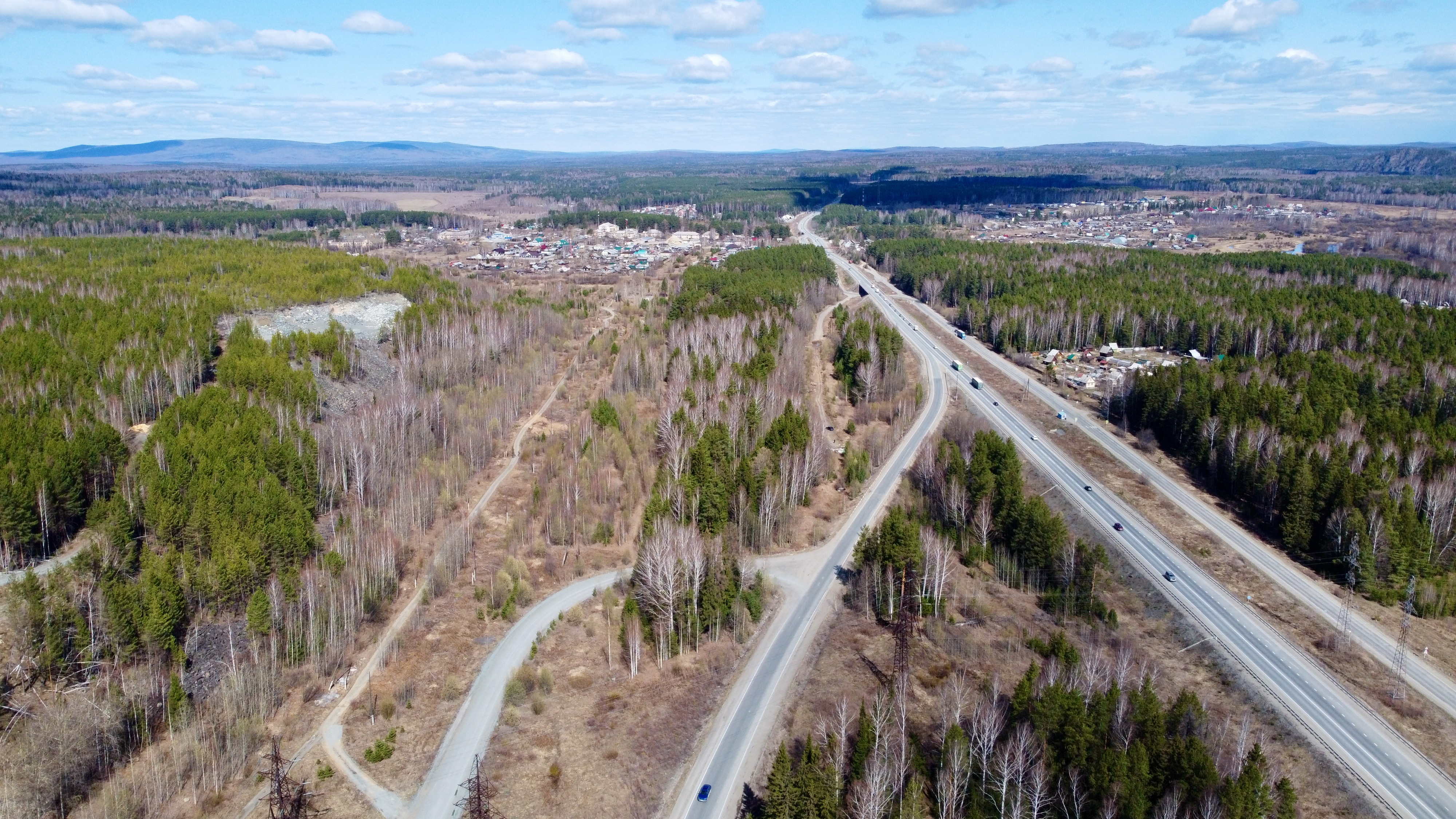
Вид на север около посёлка Евстюниха
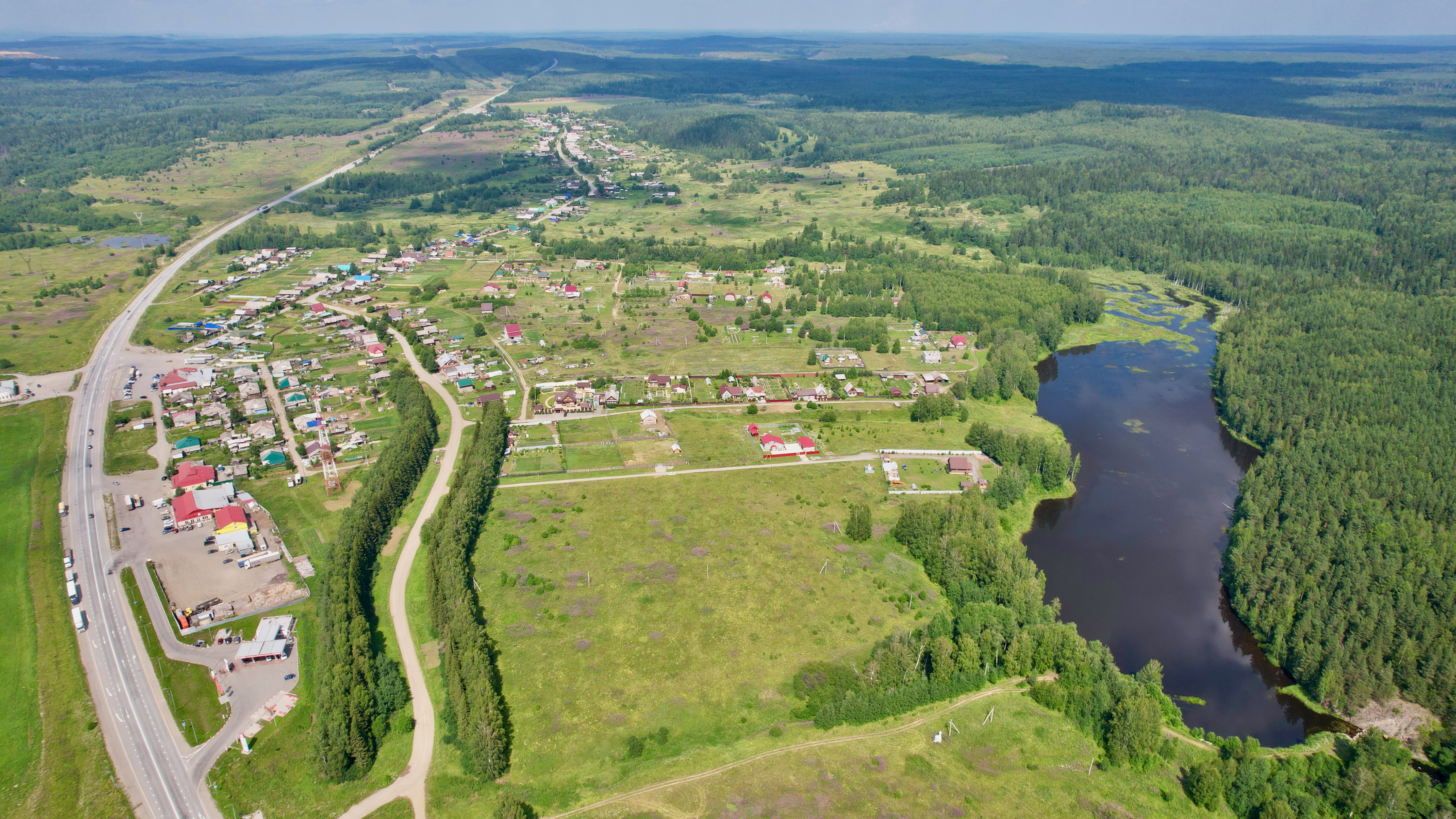
Около Малой Лаи
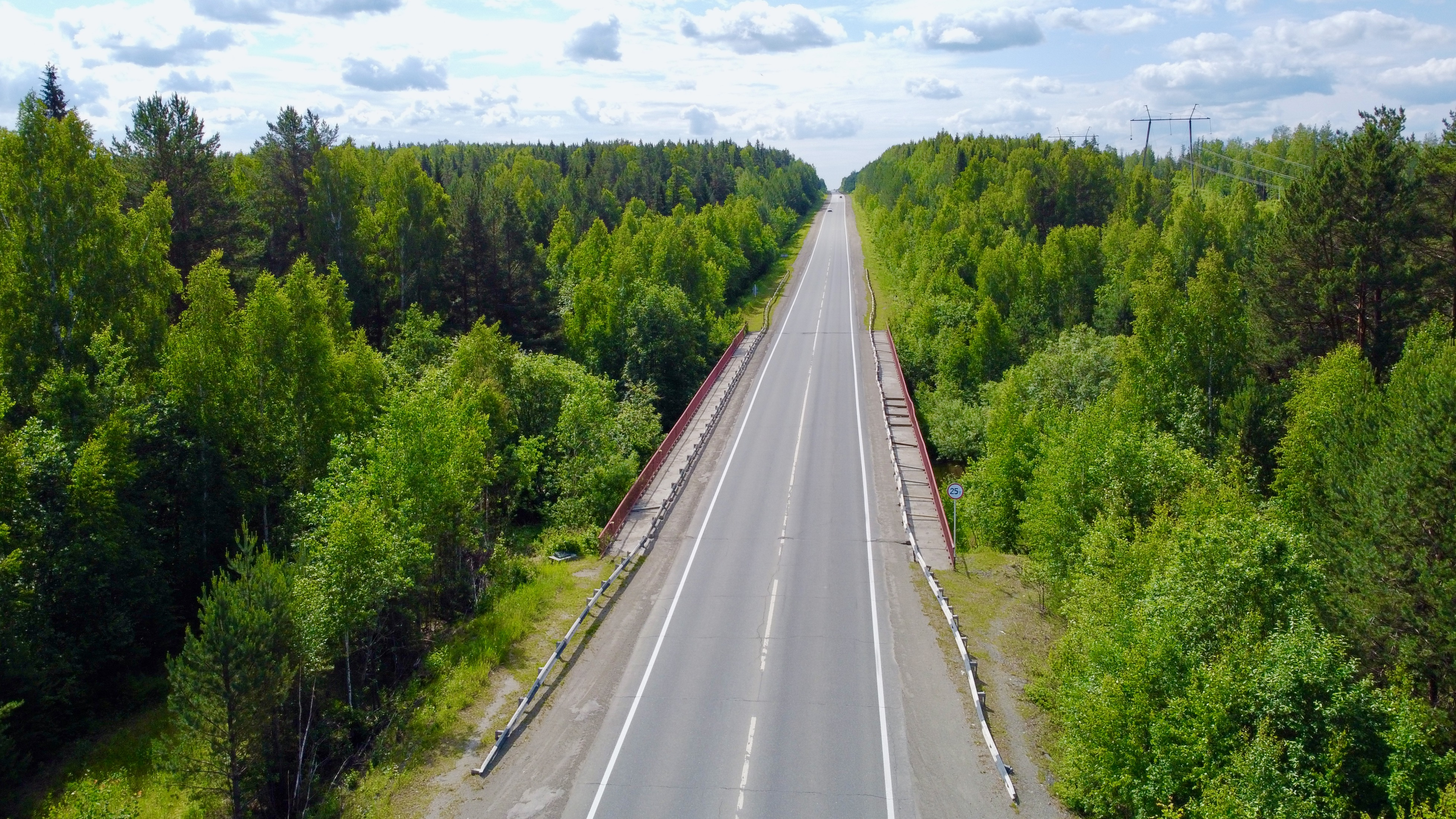
Мост через Туру около Верхней Туры
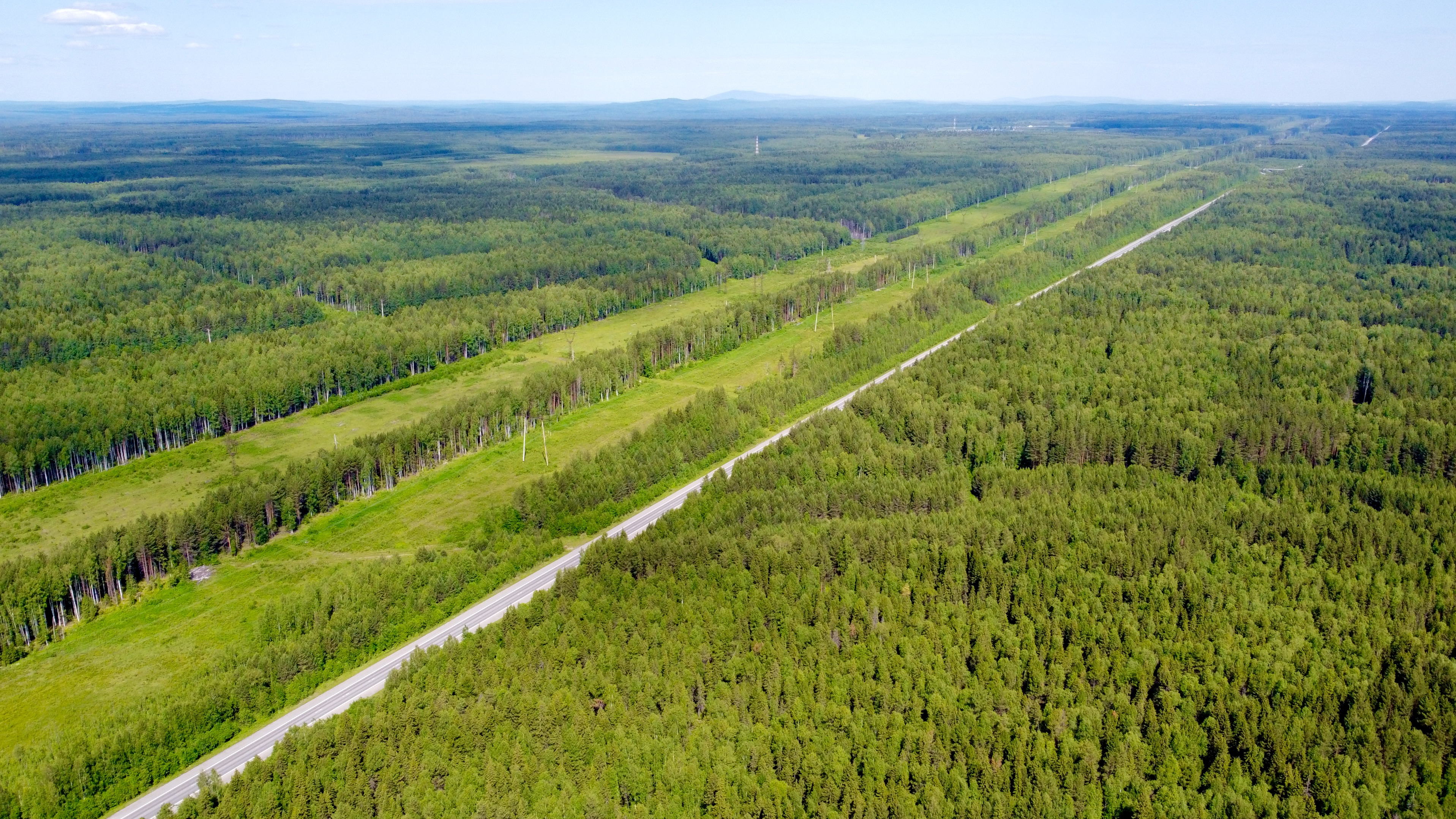
К северу от Верхней Туры
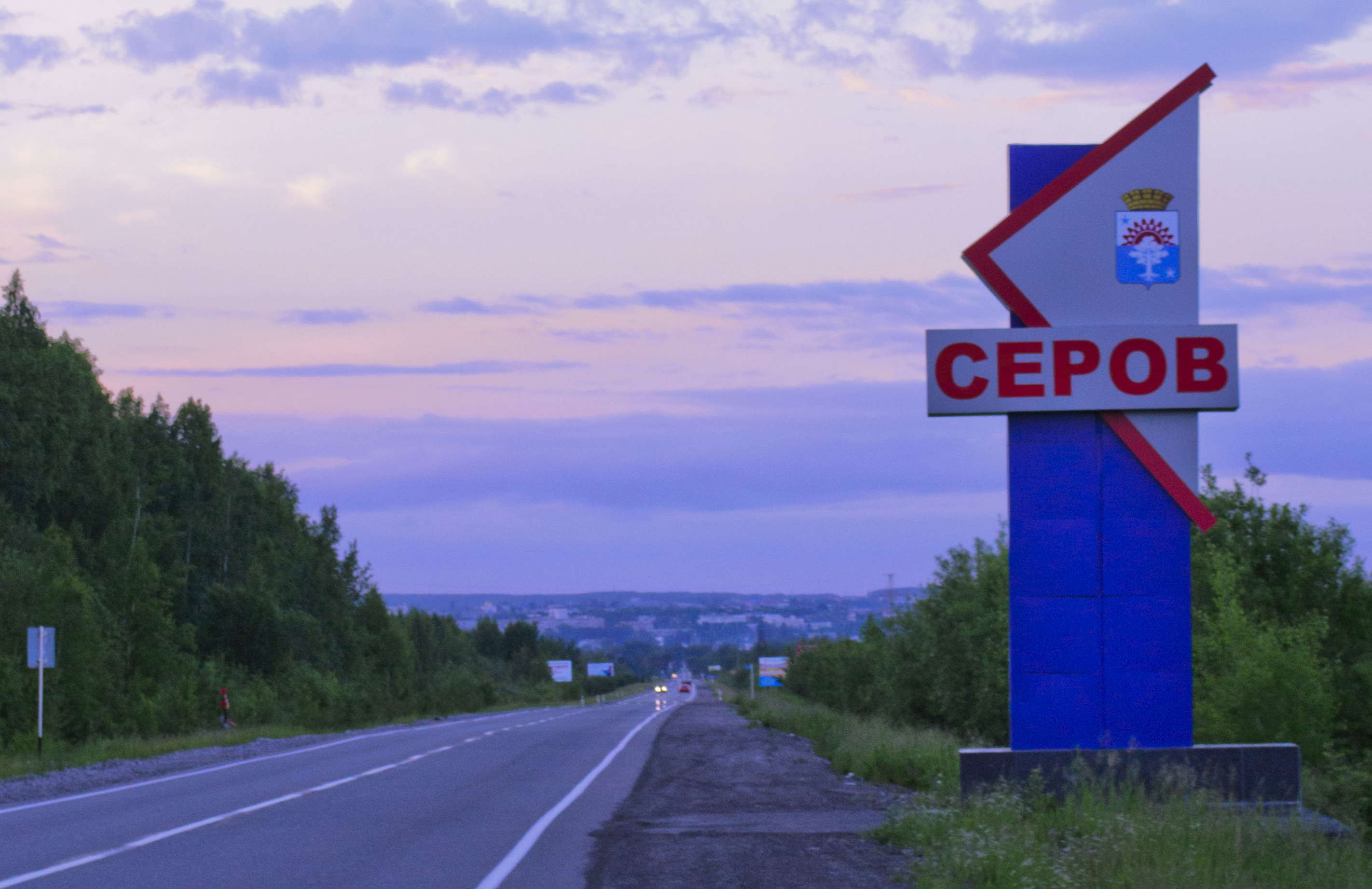
Подъезд к Серову